# کوجیتو (مجله)
کوجیتو (به [Cogito] Error: {{Lang-xx}}: متن دارای نشانه‌گذاری ایتالیک است (راهنما)) یک مجلهٔ فلسفی است که آن را انتشارات نِفِلی (به انگلیسی: Nefeli publications) و یکی از اعضای شبکهٔ یوروزاین در آتن، یونان منتشر می‌کنند. این مجله در سال ۲۰۰۴ با هدفِ آسان‌سازیِ مفاهیم فلسفی برای خوانندگانِ متوسط ایجاد شد.